# Amboy (Illinois)
Amboy város az USA Illinois államában, Lee megyében. Lakosainak száma 2278 fő (2020. április 1.).

## Népesség
A település népességének változása:

| 2010 | 2 500 |
| 2020 | 2 278 |